# Max Mallowan
Max Edgar Lucien Mallowan, CBE, född 6 maj 1904 i Wandsworth i London, död 19 augusti 1978 i Wallingford i Oxfordshire, var en brittisk arkeolog specialiserad på forntidens Mellanöstern.
År 1930 gifte han sig med författaren Agatha Christie i hennes andra gifte. Hans äktenskap med Agatha Christie, som uppges ha varit lyckligt, varade tills hon avled 1976. Följande år gifte Mallowan sig med Barbara Parker, en arkeolog som tidigare hade varit hans medarbetare.
Max Mallowan blev CBE 1960 och erhöll riddarvärdighet och rätt att kalla sig sir 1968; sedan Agatha Christie utnämnts till dame 1971 var de ett av få äkta par där båda parter innehade riddarvärdighet i egen rätt.
Agatha Christie lär en gång ha sagt: "Det är så trevligt att vara gift med en arkeolog, för ju äldre man blir, desto intressantare tycker han att man är!" - men det har ifrågasatts huruvida detta citat verkligen är äkta.